# 霍氏蝴蝶魚
霍氏蝴蝶魚，為輻鰭魚綱鱸形目蝴蝶魚科的其中一種。

## 分布
本魚分布於東大西洋區，包括維德角群島、甘比亞、塞內加爾、獅子山、加彭、幾內亞、幾內亞比索、茅利塔尼亞、安哥拉、那米比亞等海域。

## 深度
水深10至150公尺。

## 特徵
本魚呈圓形，吻短，體淡灰色，體側有三條黑色條紋，其中第一條通過眼睛，第二條起自背鰭第三棘經胸鰭至腹鰭。身體密布排列整齊的黃色細斑點，背鰭軟條部及尾柄黑色。腹鰭、臀鰭和尾鰭黃色。尾鰭具白色新月形條紋。背鰭硬棘11枚、背鰭軟條23至24枚；臀鰭硬棘3枚、臀鰭軟條16至17枚。體長可達27公分。

## 生態
本魚棲息在沿岸，偏愛堅硬的或者岩石的底部，獨居性或成對出現，肉食性，以底棲無脊椎動物為食。

## 經濟利用
為觀賞性魚類，不供食用。根據報告指出體含有雪卡魚毒。